# Боровская, Дорота
Дорота Боровская (пол. Dorota Borowska; род. 22 февраля 1996, Новы-Двур-Мазовецкий, Мазовецкое воеводство) — польская гребчиха на каноэ, чемпионка III Европейских игр, трёхкратная чемпионка Европы, призёр чемпионатов мира и Европы. Участница летних Олимпийских игр 2020 и 2024 годов.

## Карьера
В 2018 году на чемпионате Европы в Белграде завоевала серебряную медаль на дистанции 200 метров в каноэ-одиночках. В этом же году на чемпионате мира стала обладательницей двух наград: серебра и бронзы.
В 2021 году на чемпионате Европы в Польше стала обладательницей титула на дистанции 200 метров в каноэ-одиночках. В этом же году приняла участие в летних Олимпийских играх в Токио. На дистанции 200 метров в каноэ-одиночках стала четвёртой.
На III Европейских играх в 2023 году выиграла золотую медаль на дистанции 200 метров в каноэ-одиночках.
В 2024 году на чемпионате Европы в Сегеде стала чемпионкой на двухсотметровке и завоевала две серебряные медали в каноэ-двойках. В июле-августе 2024 года выступила на летних Олимпийских играх в Париже. Приняла участие в финале В и заняла итоговое 10-е место в каноэ-одиночках на дистанции 200 метров. В двойках вышла в финал А и вместе с Сильвой Щербинской стала в итоговом протоколе 5-й.
В 2025 году на чемпионате Европы, который прошёл в Рачице, в каноэ-одиночках на дистанции 200 метров стала обладательницей золотой медали.